# Dirty Rotten Scoundrels
Dirty Rotten Scoundrels is een Amerikaanse film uit 1988 geregisseerd door Frank Oz.

## Verhaal
Freddy Benson, die overleeft door goedgelovige vrouwen op te lichten, komt aan in petit Beaumont-sur-Mer aan de Côte d'Azur. Lawrence Jamison, een andere oplichter die alleen rijke vrouwen uitkiest als slachtoffer en ook in dezelfde stad opereert, ziet hem niet graag komen. Om Freddy kwijt te raken besluit Lawrence hem de knepen van het vak te leren en een weddenschap aan te gaan: de eerste die 50.000 dollar kan aftroggelen van Janet, een pas toegekomen vrouw, mag blijven en de verliezer moet de stad verlaten...

## Rolverdeling
| Acteur         | Personage         |
| -------------- | ----------------- |
| Michael Caine  | Lawrence Jamieson |
| Steve Martin   | Freddy Benson     |
| Glenne Headly  | Janet Colgate     |
| Anton Rodgers  | inspecteur André  |
| Barbara Harris | Fanny Eubanks     |
| Ian McDiarmid  | Arthur            |

## Prijzen
- Nominatie voor Golden Globes